# Pseudallapoderus sissus
Pseudallapoderus sissus is een keversoort uit de familie bladrolkevers (Attelabidae). De wetenschappelijke naam van de soort werd in 1913 gepubliceerd door Marshall.